# Drapeau et armoiries du canton de Vaud
Le drapeau et les armoiries vaudoises sont des emblèmes officiels du canton de Vaud.

## Histoire et signification
Alors que les Bernois occupaient les lieux depuis 1536, une première tentative de révolution en 1723, menée par Abraham Davel, échoua. L'indépendance se fit discrète jusqu'en 1791. Et c'est en 1797 que Frédéric-César de La Harpe remet au Directoire une pétition remettant les Vaudois sous protection française. Le 24 janvier 1798, un drapeau vert, symbole d'espoir, de liberté et de révolution, et imaginé neuf ans auparavant par Camille Desmoulins à Paris, flotte à Lausanne. Si le drapeau a bien existé, la République lémanique (24 janvier 1798-12 avril 1798) n'a jamais été officiellement proclamée et fut incorporée au Canton du Léman qui exista d'avril 1798 à avril 1803 au sein de la République helvétique.

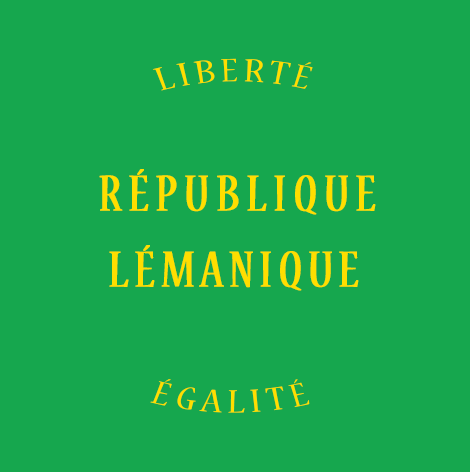
Drapeau de la République lémanique (1798).

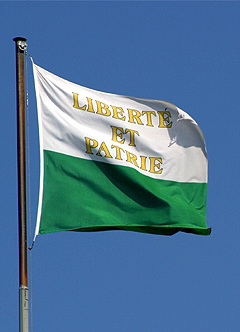
Drapeau du canton de Vaud depuis 1803.

Le 16 avril 1803, le Petit Conseil (actuel Conseil d'État) se penchait sur des armoiries cantonales. Deux propositions furent présentées et la seconde fut retenue. C'est celle qui existe aujourd'hui. Le Petit Conseil fixa les couleurs cantonales et les armoiries du nouveau canton. Ce fut son premier décret. Le drapeau fut présenté avec les inscriptions « Liberté et Patrie ». C'est le seul drapeau suisse ayant des mots inscrits sur le drapeau. Le mot « Liberté » fait référence à l'indépendance obtenue du nouveau canton. On abandonna le mot « Égalité » car trop révolutionnaire et trop français pour le remplacer par le mot « Patrie » qui fait référence tant au Canton de Vaud qu'à la Suisse. L'Assemblée provisoire proposa « Union et Concorde » mais ces termes ne furent pas retenus.
Le vert se rapporte aux idéaux de liberté et de révolution mais est également la couleur de Guillaume Tell. Il rappelle également le chapeau de Guillaume Tell présenté sur les premières armoiries et qui ne furent pas retenues par le Parlement vaudois.
L'héraldiste Adolphe Gauthier rapporte dans son ouvrage, en 1878, que la devise est tantôt écrite en jaune, tantôt en noir. En effet, le décret de 1803 ne précisait pas la couleur de la devise. À ce titre, il est intéressant de noter que la coutume héraldique n'a pas été respectée, puisque d'habitude, on ne superpose pas deux métaux (or pour jaune et argent pour blanc). C'est pour cette raison que l'usage a « imposé de contourner les lettres de noir ».
Les armoiries n'ont pas été modifiées constitutionnellement de 1803 à 2002.
En 2000, le Constituant radical Stéphane Masson proposa de changer la devise en « Liberté et Solidarité ». Il fut suivi par la majorité de l'Assemblée constituante qui, toutefois, revint sur sa décision par peur de faire échouer la ratification de la nouvelle constitution par le Peuple à cause de ce changement, puisqu'un sondage rapporta plus de 70 % d'avis défavorables au sein de la population. Yvette Jaggi proposa, quant à elle, de supprimer la devise ce qui ne fut pas retenu.
Depuis 2002, avec la nouvelle Constitution vaudoise, la devise a été maintenue et la couleur des lettres jaunes a été confirmée. En effet, l'article 2 de la Constitution vaudoise dispose que les lettres sont « d'or bordé de sable ».

## Descriptions

### Description vexillologique
La description vexillologique du drapeau vaudois est « Coupé de blanc et de vert. Dans le champ supérieur, la devise « LIBERTÉ ET PATRIE » en lettres jaunes aux contours noirs ». Les deux couleurs doivent toujours toucher la hampe.

### Description héraldique
La description héraldique des armoiries vaudoises est, d'après l'article 2 de la Constitution vaudoise, « Coupé, au 1 d'argent chargé des mots « LIBERTÉ ET PATRIE », rangés sur trois lignes, aux lettres d'or bordées de sable, au 2 de sinople ».

## Autre représentation vexillologique et héraldique
Le drapeau est également décliné sous forme d'oriflamme, soit en queue de pie, soit en base plate. L'oriflamme des cantons reprenant le drapeau cantonal dans sa partie supérieure et les couleurs cantonales dans la partie inférieure est appelée un drapeau « complet ». Pour ce drapeau, il faut veiller à ce que le blanc soit près de la hampe.

Drapeau complet vaudois.
Armoiries et forme d'écu utilisés par les autorités cantonales[13].

## Utilisation et mention
Le drapeau et les armoiries sont identiques.

Les armoiries se retrouvent sur les plaques d'immatriculation arrières de véhicules enregistrés dans le canton de Vaud. Toutefois, seuls le blanc et le vert sont présents. Les lettres n'y figurent pas par manque de place.

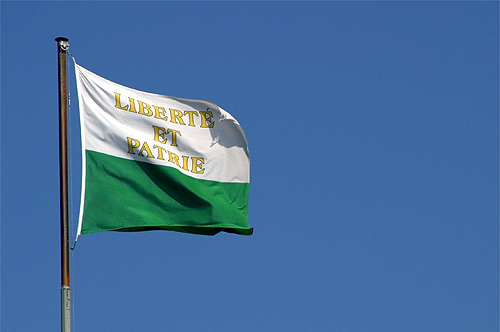
Le drapeau vaudois hissé à un mât.
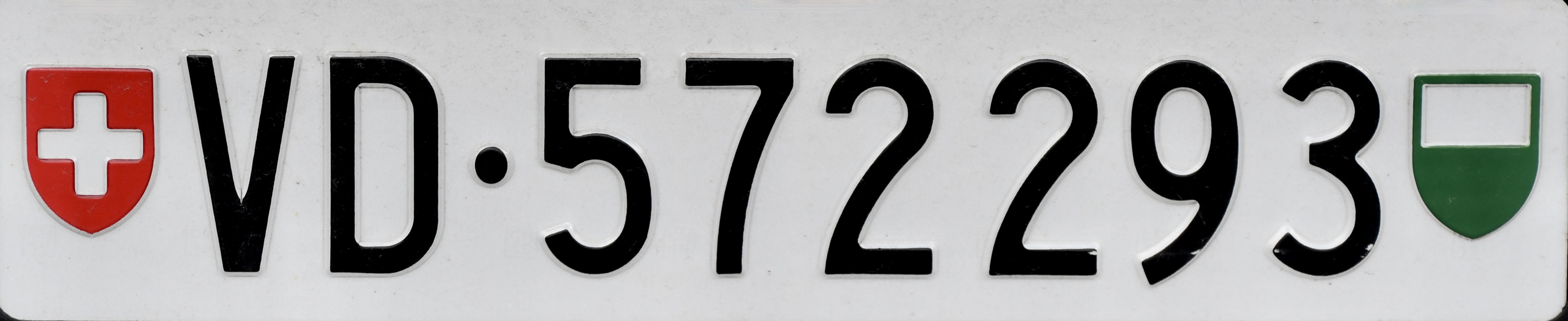
Plaque d'immatriculation arrière vaudoise.